# Marisa Paredes
María Luisa Paredes Bartolomé, mais conhecida como Marisa Paredes (Madrid, 3 de abril de 1946 – Madrid, 17 de dezembro 2024), foi uma atriz espanhola de cinema, teatro e televisão.
Em 1992 venceu na categoria de melhor atriz do Festival de Gramado, por sua atuação em Tacones lejanos (1991). Em 1988 foi indicada ao Prêmio Goya, na categoria de melhor atriz coadjuvante, por Cara de acelga (1987) e, em 1996, na categoria de melhor atriz, por La flor de mi secreto (1995).
Outros filmes relevantes de sua carreira são Trois vies et une seule mort (1996), La vita è bella (1997), Todo sobre mi madre (1999), Hable con ella (2002) e El espinazo del diablo (2002).
Morreu em 17 de dezembro de 2024, em Madri, após uma internação por problemas arteriais.

## Filmografia
- Trois vies et une seule mort (1996)
- La vita è bella (1997)
- Todo sobre mi madre (1999)
- Hable con ella (2002)
- El espinazo del diablo (2002).
- Espelho Mágico (2005)
- Photo (2012)
- Linhas de Wellington (2012)